# WestJet
WestJet Airlines Ltd., що діє як WestJet, — бюджетна авіакомпанія Канади, другий за величиною (після Air Canada) авіаційний перевізник країни.
WestJet працює на ринку регулярних та чартерних пасажирських перевезень, виконуючи понад 380 щоденних рейсів в аеропорти Канади, Сполучених Штатів Америки, Мексики та країн Карибського басейну.
Повітряний флот авіакомпанії складається з лайнерів одного сімейства Boeing 737 Next Generation. Портом приписки і головним транзитним вузлом (хабом) перевізника є Міжнародний аеропорт Калгарі (провінція Альберта), другий хаб знаходиться в Міжнародний аеропорт Торонто Пірсон (провінція Онтаріо).
WestJet є акціонерною компанією з штатом більше, ніж у 7700 працівників. У 2009 році дохід авіакомпанії склав 2,2 млрд канадських доларів.
У грудні 2019 року авіакомпанія WestJet Airlines була придбана компанією Kestrel Bidco Inc., дочірньою компанією Onex Corporation. Це придбання призвело до того, що WestJet переcтала котируватись на фондовій біржі Торонто та стала приватною компанією.

## Історія

### Кінець 1990-х: становлення авіакомпанії
WestJet Airlines була заснована на початку 1996 року Клайвом Беддо, Девідом Ніліменом, Марком Хіллом, Тімом Морганом і Дональдом Беллом. В якості бізнес-моделі компанії була обрана модель діяльності успішних американських авіадискаунтерів Southwest Airlines і Morris Air. Спочатку маршрутна мережа перевізника будувалася тільки на пунктах призначення західній частині Канади, що і було відображено в назві самої компанії (англ. west — «захід»).
29 лютого 1996 року WestJet виконала свій перший регулярний рейс на літаку Boeing 737-200; три лайнера даного типу протягом року обслуговували пасажирські перевезення між аеропортами міст Калгарі, Едмонтон, Келоуна, Ванкувер та Вінніпег. До кінця 1996 року маршрутна мережа авіакомпанії розширилася на аеропорти Реджайни, Саскатуну і Вікторії, а штат співробітників збільшився до 225 осіб.
У середині вересня 1996 року внаслідок розбіжностей з Міністерством транспорту Канади на предмет графіка проведення регулярного технічного обслуговування повітряних суден авіакомпанії на два тижні зупиняла операційну діяльність з перевезення пасажирів.
На початку 1999 року Клайв Беддо покинув пост генерального директора WestJet Airlines, на цю посаду був запрошений колишній виконавчий директор Air Ontario Стів Сміт. У липні того ж року авіакомпанія провела процедуру публічного розміщення акцій, розмістивши на фондовому ринку 2,5 млн власних акцій за ціною відкриття в 10 доларів США за штуку. Наприкінці 1999 року в маршрутну мережу перевізника увійшли аеропорти міст Тандер-Бей, Гранд-Прейрі та Принс-Джордж.
У 2000 році після 18 місяців перебування на посаді генерального директора Стів Сміт вийшов у відставку, причиною якої послужили, по всій видимості, постійні розбіжності з радою директорів з приводу його методів управління авіакомпанією. Після звільнення від посади Стів Сміт перейшов на аналогічну посаду в бюджетній авіакомпанії Zip, була дочірнім підприємством флагманського авіаперевізника Air Canada. Посаду генерального директора в WinJet Airlines знову зайняв Клайв Беддо і працював на цій посаді аж до липня 2007 року.

### Початок 2000-х: розширення внутрішніх маршрутів

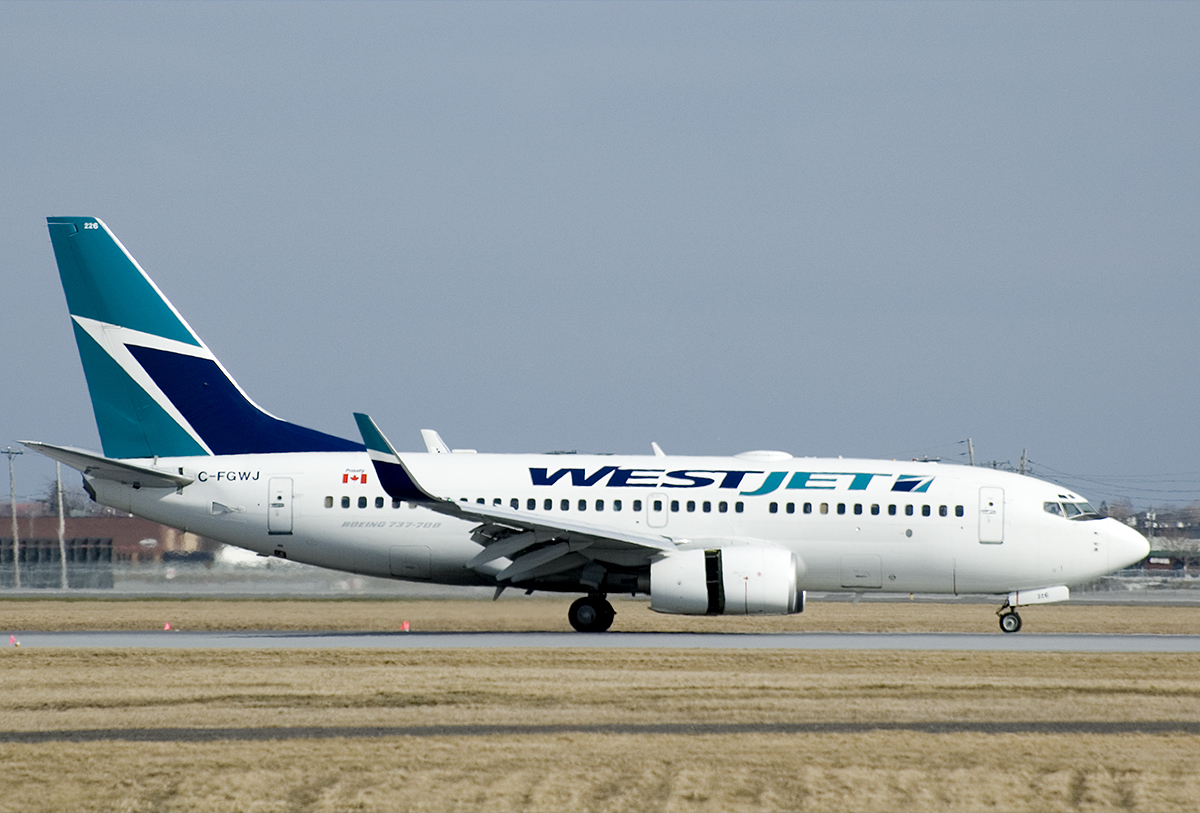
Boeing 737-700 авіакомпанії WestJet в Міжнародному аеропорту Монреаля

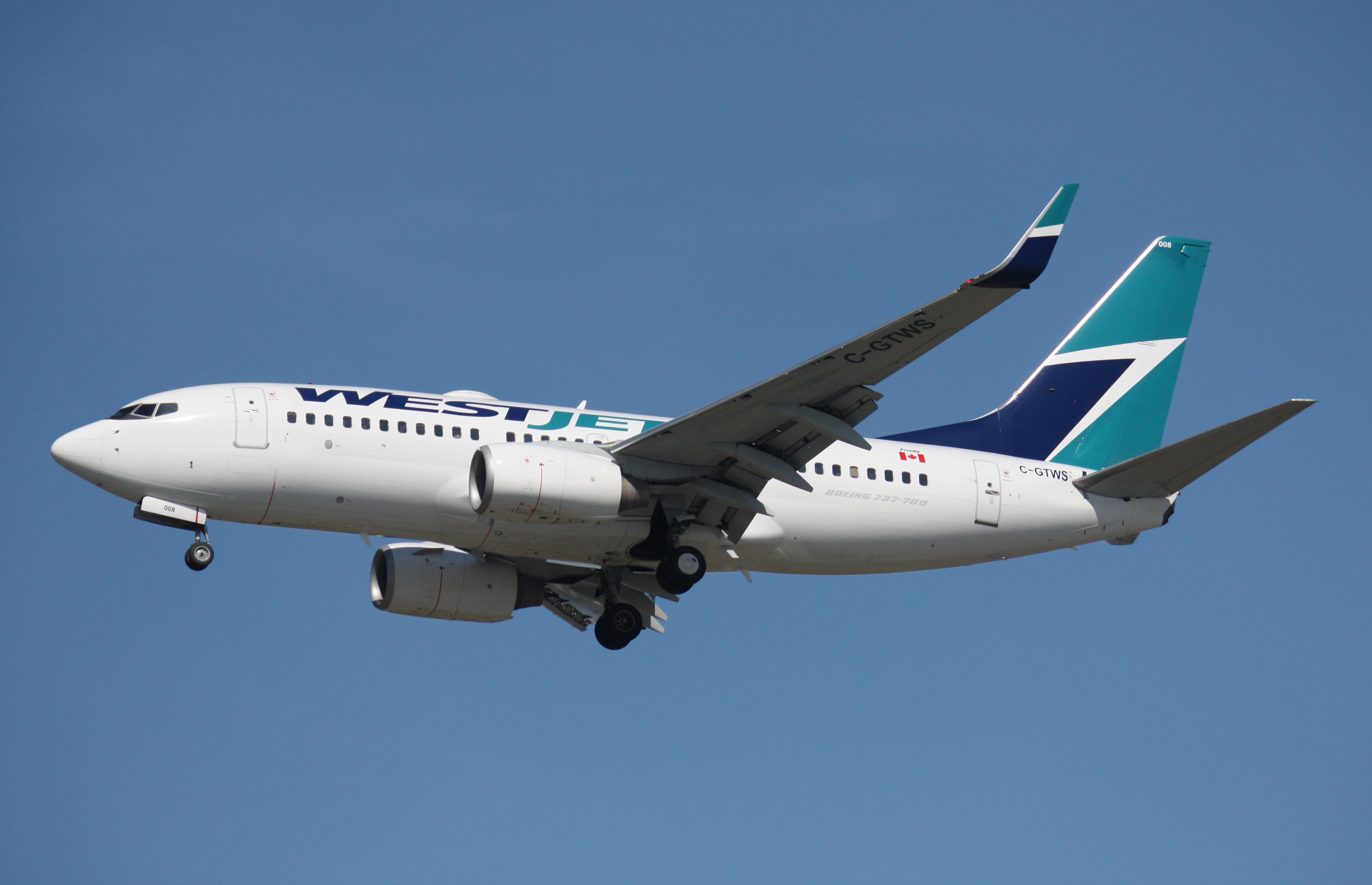
Посадка Boeing 737-700 WestJet в Міжнародному аеропорту Ванкувера

В 2000 році в результаті поглинання авіакомпанією Air Canada великого магістрального перевізника Canadian Airlines авіаційна комерційна індустрія Канади увійшла в період суттєвої реорганізації діяльності компаній та їх маршрутних мереж. WestJet Airlines відкрила регулярні рейси в східній частині країни, сформувавши хаб перевезень в Міжнародному аеропорту Гамільтона і запустивши маршрути в Оттаву (провінція Онтаріо) і Монктон (провінція Нью-Брансвік).
У 2001 році в маршрутну мережу WestJet увійшли Форт-Мюррей і Комокс. Компанія також відкривала регулярні рейси в Су-Сент-Марі, Садбері, Томпсон і Брендон (Манітоба), які пізніше були припинені внаслідок їх низької рентабельності. У 2003 році компанія почала регулярні перевезення в ще два міста в східній частині Канади — Лондона і Торонто, а в квітні наступного року додала до власної маршрутної мережі міста Віндсор, Монреаль, Галіфакс, Сент-Джонс та Гандер.
У серпні 2003 року WestJet підписала дворічний партнерську угоду з магістральної авіакомпанією Air Transat, за умовами якого повинна була забезпечувати перевезення клієнтів двох туристичних операторів, World of Vacations і Air Transat Holidays, що входять в холдинг Air Transat. Чартерні рейси виконувалися головним чином з аеропортів Канади до Мексики та країн Карибського басейну. Договір між авіакомпаніями продовжувався кілька разів і був припинений у лютому 2009 року за взаємною згодою сторін.

### Проблеми з законом
У 2004 році керівництво Air Canada подало на авіакомпанію WestJet Airlines позов у Вищий суд провінції Онтаріо. Позивач звинувачував WestJet в комерційному шпигунстві і, зокрема, в незаконному доступі через власний вебсайт до конфіденційної інформації Air Canada з метою отримання певного роду переваг у веденні бізнесу. 29 травня 2006 року авіакомпанії випустили спільний прес-реліз про мирову угоду, згідно з яким WestJet виплатила Air Canada 5,5 мільйонів доларів як відшкодування збитків і ще 10 мільйонів доларів направила в різні благодійні дитячі фонди та організації, акції яких мали пройти під егідою брендів обох авіаперевізників.

### Середина 2000-х: міжнародні маршрути

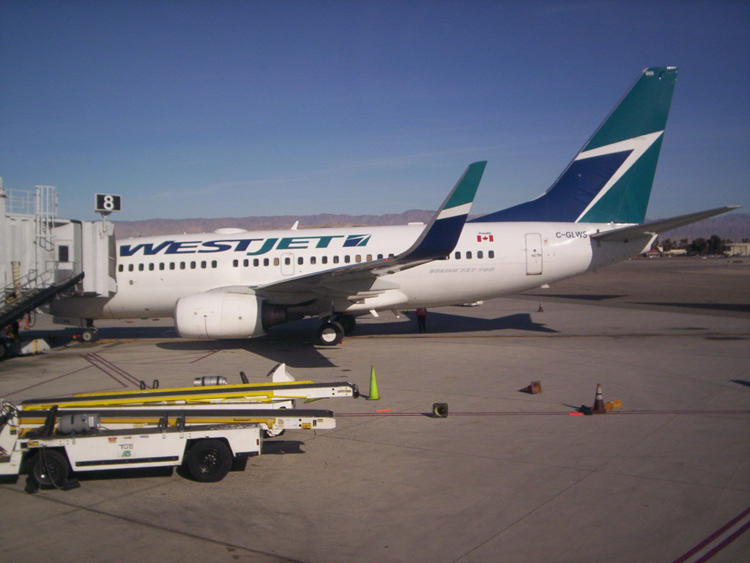
Boeing 737-700 авіакомпанії WestJet в Міжнародному аеропорту Палм-Спрінгс

У 2004 році керівництво WestJet Airlines оголосило про перенесення транзитного вузла в східній Канаді Гамільтона в Торонто і про плановане збільшення в три рази загальної кількості регулярних рейсів на прибуткових маршрутах між містами Торонто, Оттава і Монреаль. У тому ж році в маршрутну мережу перевізника увійшли перші регулярні рейси в США (аеропорти міст Сан-Франциско, Лос-Анджелеса, Фенікса, Тампи, Форт-Лодердейл, Орландо і Нью-Йорка).
На початку 2005 року регулярні рейси авіакомпанії стали виконуватися в Палм-Спрінгс і Сан-Дієго, в квітні запущений регулярний сезонний маршрут в Шарлоттаун, а рейси до нью-йоркського аеропорту Ла Гардіа і аеропорт Гандера були зняті з маршрутної мережі компанії внаслідок низької рентабельності даних напрямків. Восени того ж року WestJet черговий раз розширила список пунктів призначення перевезень, включивши в нього аеропорт Форт-Майерса і Міжнародний аеропорт Маккаран в Лас-Вегасі.
В кінці 2005 року WestJet займалася доставкою співробітників ванкуверської пошуково-рятувальної команди у Батон-Руж (штат Луїзіана) для участі в ліквідації надзвичайної ситуації в регіоні, що виникла в результаті проходження катастрофічного урагану п'ятої категорії «Катріна».
20 вересня 2005 року WestJet анонсувала відкриття безпосадкових маршрутів з Ванкувера на Гавайські острови, рейси в Гонолулу і Мауї почали виконуватися в грудні того ж року.
У 2006 році авіакомпанія відкрила свій перший регулярний рейс за межі Канади і Сполучених Штатів Америки. Маршрут Ванкувер-Нассау (Багамські острови) позиціонувався керівництвом перевізника в якості значною віхи в історії авіакомпанії в рамках довгострокової стратегії розвитку міжнародних маршрутів WestJet.
У вересні 2006 року на посаду президента авіакомпанії прийшов Шон Дьюрфі, змінивши на цій посаді одного із засновників компанії Клайва Беддо. 20 вересня того ж року заявила про квартальний прибуток, що склала 52,8 мільйонів доларів США.

### Кінець 2000-х і сучасний період

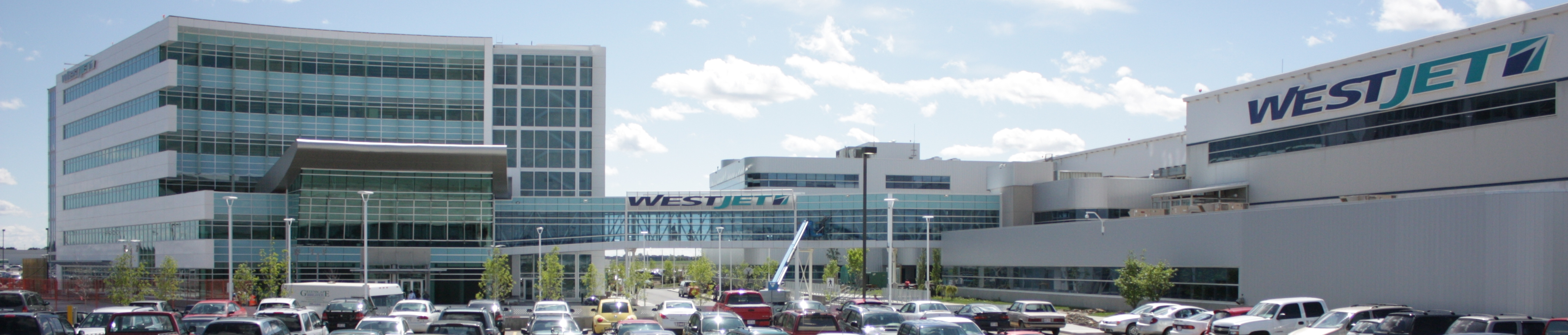
Будівля центрального офісу авіакомпанії WestJet в Калгарі

На початку 2007 року WestJet Airlines анонсувала ряд нових регулярних рейсів з аеропортів міст Дір-Лейк (Ньюфаундленд і Лабрадор), Сент-Джон (Нью-Брансвік) і Кінтченер-Уотерлоо (Онтаріо), а в червні того ж року авіакомпанія ввела сім нових міжнародних маршрутів до Сент-Люсія, Ямайку, Домініканську Республіку, Мексику і третій пункт призначення на Гавайських островах — місто Кону.
У тому ж році авіакомпанія передала підряд на зведення нового шестиповерхового будинку власного центрального офісу, розташувався поруч з колишньою будівлею в Міжнародному аеропорту Калгарі. Проект будівництва був розроблений згідно з «Керівництвом в енергетичному та екологічному проектуванні (LEED)» (англ. Leadership in Energy and Environmental Design), сама будівля зводилася за принципами так званого «зеленого будівництва» та, зокрема, мав систему утримання, рециркуляції дощової води, а також кілька геотермальних установок. Перші співробітники центрального офісу авіакомпанії в'їхали в будівлю в першому кварталі 2009 року, а сама будівля було офіційно відкрито у травні місяці наступного року.
У травні 2008 року WestJet відкрила регулярні безпосадочні рейси в Квебек, а в наступному місяці запустила прямий рейс з Калгарі у Міжнародний аеропорт Ньюарк Ліберті. У травні 2009 року маршрутна мережа авіакомпанії поповнилася сезонними маршрутами з Йеллоунайфу (Північно-Західні Території) і Сіднея (Нова Шотландія).
З 2000 року по теперішній час WestJet Airlines домоглася значних успіхів на ринку внутрішніх пасажирських авіаперевезень Канади незважаючи на жорстку конкуренцію з боку флагманської авіакомпанії країни Air Canada. Якщо в 2000 році частки WestJet і Air Canada у всьому обсязі внутрішніх пасажирських перевезень становили 7 % і 77 % відповідно, то до кінця 2009 року дані показники становили вже 38 % у WestJet проти 55 % у Air Canada.
В кінці квітня 2009 року WestJet Airlines тимчасово зупинила польоти в аеропорти Мексики через спалах у країні епідемії грипу А (H1N1). Рейси в Міжнародний аеропорт Канкун були відновлені на початку травня, а рейси в Кабо-Сан-Лукас, Масатлан і Пуерто-Вальярту були скасовані аж до середини червня.
У липні 2009 року авіакомпанія оголосила про відкриття 11 нових маршрутів на міжнародних напрямках з виконанням рейсів в зимовому розкладі перевізника. У список нових пунктів призначення WestJet увійшли як аеропорти міст США: Атлантик-Сіті (Нью-Джерсі), Ліхуе (Гаваї) і Маямі (Флорида). З країн Карибського басейну авіакомпанія додала рейси в Провіденсьялес (Теркс і Кайкос), Сінт-Мартен (Нідерландські Антильські острови), Фрипорт (Великий Багама), а також у міста Варадеро, Ольгин і Кайо-Коко на Кубі, Іхтапу і Косумель в Мексиці.
У листопаді 2009 року WestJet анонсувала відкриття регулярного маршруту на Бермудські острови, польоти по якому почалися в травні наступного року, і в тому ж місяці відновила регулярні рейси в Віндсор (Онтаріо). У січні 2010 року c запуском безпосадочного рейсу в Саману було розширено присутність авіакомпанії в Домініканській Республіці.
У березні 2010 року Шон Дьюрфі покинув пост генерального директора авіакомпанії, мотивуючи свою відставку особистими обставинами. На посаду гендиректора WestJet в тому ж місяці прийшов Грегг Серетски, раніше працював в авіакомпаніях Canadian Airlines і Alaska Airlines, а останнім часом перебував на посаді виконавчого віце-президента WestJet.
У липні 2010 року авіакомпанія відкрила три регулярних рейси на Кубу (місто Санта-Клара), Великий Кайман і в Новий Орлеан, тим самим довівши кількість постійних маршрутів до 71.

## Маршрутна мережа

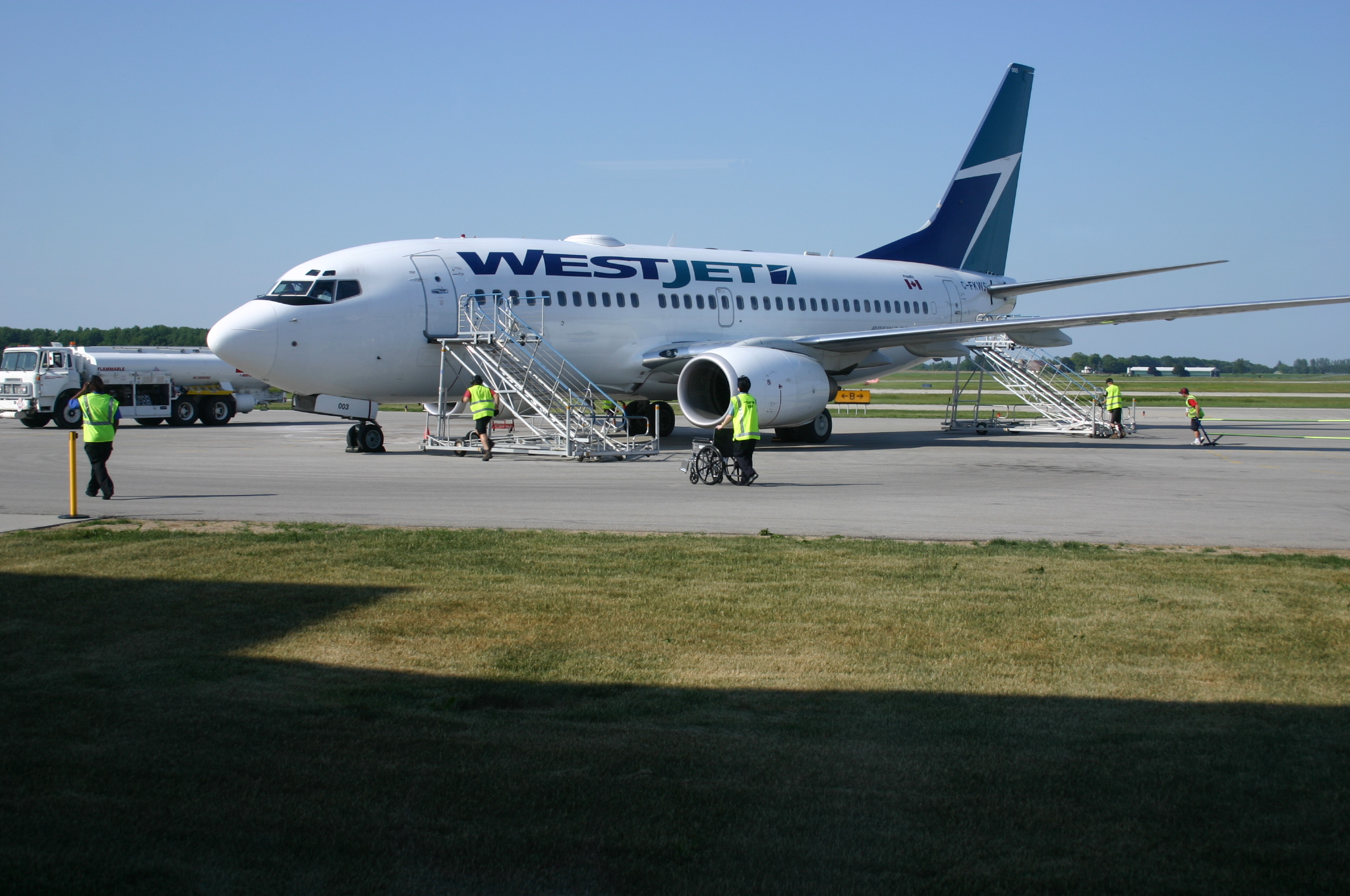
Boeing 737-700 WestJet в аеропорту Китченер/Уотерлоо

У січні 2011 року авіакомпанія WestJet виконувала регулярні рейси по 71 пунктів призначення в 13 країнах Північної Америки, в тому числі в 31 аеропорт Канади і в 17 аеропортів Сполучених Штатів.
Найбільшим хабом перевізника за кількістю щоденних рейсів є Міжнародний аеропорт Калгарі. Друге місце займає Міжнародний аеропорт Торонто Пірсон, який виконує роль головного транзитного вузла авіаперевезень компанії у східній частині Канади.
У маршрутній мережі WestJet присутні одні з найбільших аеропортів Сполучених Штатів Америки: Міжнародний аеропорт Лос-Анджелес, Міжнародний аеропорт Маккаран в Лас-Вегасі, Міжнародний аеропорт Ньюарк Ліберті і Міжнародний аеропорт Сан-Франциско, два останніх аеропорту рейси виконуються по сезонному розкладом. У Лас-Вегасі і Орландо WestJet є найбільшим авіаперевізником на канадському напрямку, пропонуючи одинадцяти регулярних рейсів з кожного з цих аеропортів. Більш того, з 2008 року WestJet займає перше місце серед іноземних авіакомпаній за обсягом перевезень, здійснюваних з Міжнародного аеропорту Маккаран в Лас-Вегасі.
Мережа WestJet налічує 17 безпосадкових маршрутів в країни Карибського басейну і 6 маршрутів в аеропорти Мексики, деякі з них діють у межах сезонних розкладів.

## Партнерські угоди

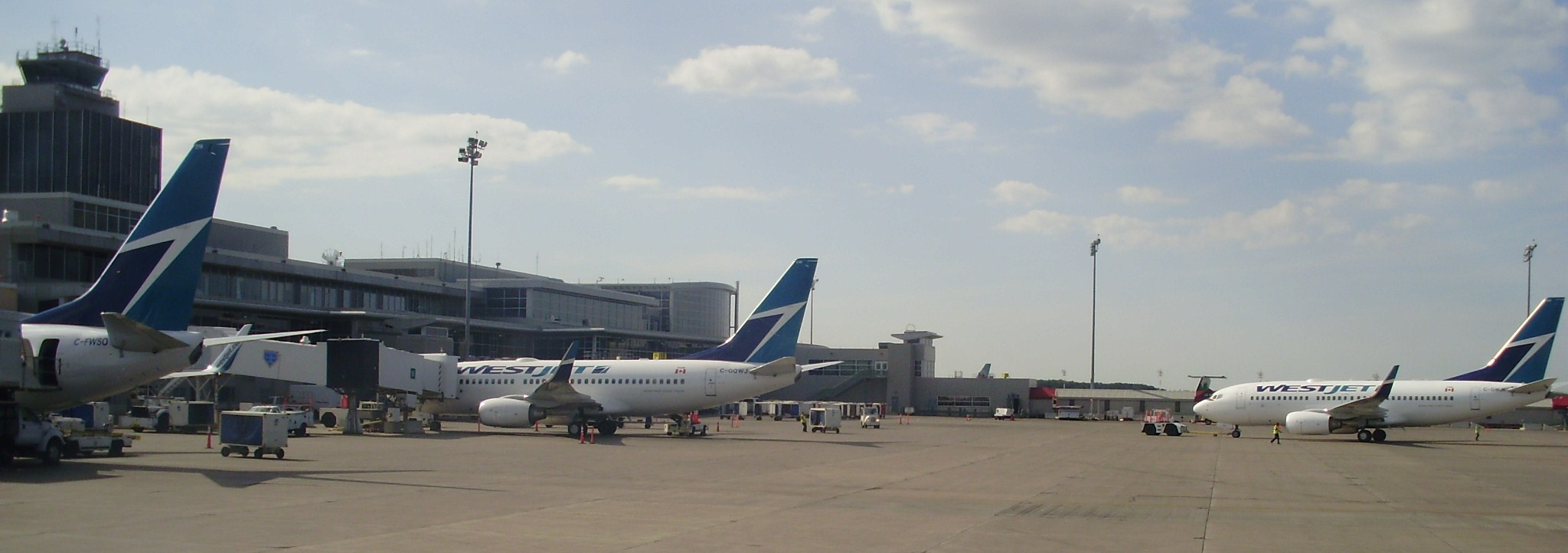
Boeing 737 авіакомпанії WestJet в Міжнародному аеропорту Едмонтон

У 1999 році WestJet Airlines вела переговори з флагманської авіакомпанії Air Canada про організацію регіональних мереж пасажирських перевезень до великих хабам флагмана. В наступному році Air Canada поглинула іншу канадську авіакомпанію Canadian Airlines і переговори між двома конкуруючими перевізниками були зупинені.
У 2005 році WestJet підписало інтерлайн-угода з обмеженими умовами з тайванською авіакомпанією China Airlines, головною метою якого була перевірка канадського перевізника на роботу в умовах партнерських угод з іншими міжнародними авіакомпаніями.
У серпні 2006 року в інтерв'ю щоденній газеті" Globe and Mail генеральний директор WestJet Шон Дьюрфі повідомив про переговори, що ведуться переговори про вступ авіакомпанії в один з глобальних авіаційних альянсів пасажирських перевезень Oneworld. У 2007 році компанія заявила про те, що приєднання до альянсу уявляється подією малоймовірним, однак у листопаді наступного року між WestJet і Oneworld було підписано рамкову угоду про співпрацю в області бізнес - і корпоративних авіаперевезень.
У липні 2008 року WestJet оголосила про підписання меморандуму про взаєморозуміння з найбільшою бюджетною авіакомпанією Southwest Airlines з метою укладення між авіакомпаніями повноцінного код-шерінгової угоди. Однак, у квітні 2010 року було повідомлено про розірвання партнерських відносин між двома перевізниками, оскільки в жовтні того ж року WestJet вступала в умови код-шерінгової угоди з магістральної авіакомпанія США American Airlines.
У 2009 році керівництво WestJet заявило, що веде переговори з 70-ю авіакомпаніями світу про можливі інтерлайн-угоди. До потенційним партнерам перевізника експерти відносять авіакомпанії Virgin America, Emirates Airline, Japan Airlines, China Eastern Airlines і Philippine Airlines.
У січні 2011 року WestJet мала код-шерінговий договір з авіакомпанією Cathay Pacific, а також інтерлайн-угоди з наступними перевізниками:
- Air France (SkyTeam)
- American Airlines (Oneworld)
- British Airways (Oneworld)
- China Airlines (Skyteam)
- KLM (Skyteam)

## Флот
У грудні 2010 року повітряний флот авіакомпанії WestJet становили такі літаки:
Станом на листопад 2010 року середній вік повітряних суден авіакомпанії становив 5,1 років.
Повітряний флот WestJet складається виключно з літаків Boeing 737 за аналогією з двома іншими великими бюджетними авіакомпаніями Southwest Airlines і Ryanair. Перший лайнер Boeing 737-700 був поставлений перевізнику в 2001 році, перші Boeing 737-600 і 737-800 — в 2005 році. Останній літак 600-ї серії WestJet отримала у вересні 2006 року. В даний час (січень 2011 року) замовлення авіакомпанії на постачання нових літаків розміщені тільки на лайнери моделей 700 і 800. До 2013 року WestJet планує довести кількість власних повітряних суден до 111 одиниць.
2 серпня 2007 року корпорація Boeing підтвердила факт розміщення авіакомпанією WestJet твердого замовлення на 20 літаків Boeing 737NG. Пакет замовлення складається з одиниць моделі Boeing 737-700, однак компанія має право укласти додаткову угоду на заміну частини випуску 700-ї моделі на 800-ю.
Авіакомпанія повинна була стати «стартовим» перевізником, на літаки Boeing 737-600 якого корпорація Boeing поставила б вінглети, однак у другому кварталі 2006 року компанія в односторонньому порядку відмовилась від даного договору. Генеральний директор Клайв Беддо мотивував рішення тим, що пов'язані з простоєм літаків на час їх переобладнання і модернізації витрати виявляться вельми значними для авіакомпанії, особливо з урахуванням того, що лайнери 800-ї моделі працюють на коротких маршрутах. Через порушення умов контракту WestJet виплатила корпорації Boeing штраф у розмірі 609 тисяч доларів США.

### Виведені з експлуатації
- Boeing 737-200 (1996-2006)

У 2005 році WestJet оголосила про планове виведення з експлуатації літаків Boeing 737-200 та їх заміни на більш сучасні та економічні серії 737-х. 12 липня того ж року керівництво перевізника завершило операцію з продажу останнього лайнера 737-200 в компанію Apollo Aviation Group, що базується в Маямі (Флорида).
У 2003 році авіакомпанія презентувала власний Boeing 737-200 Технологічному інституту Британської Колумбії. В даний час літак знаходиться на території кампусу інституту неподалік від Міжнародного аеропорту Ванкувера.

## Сервіс в польоті

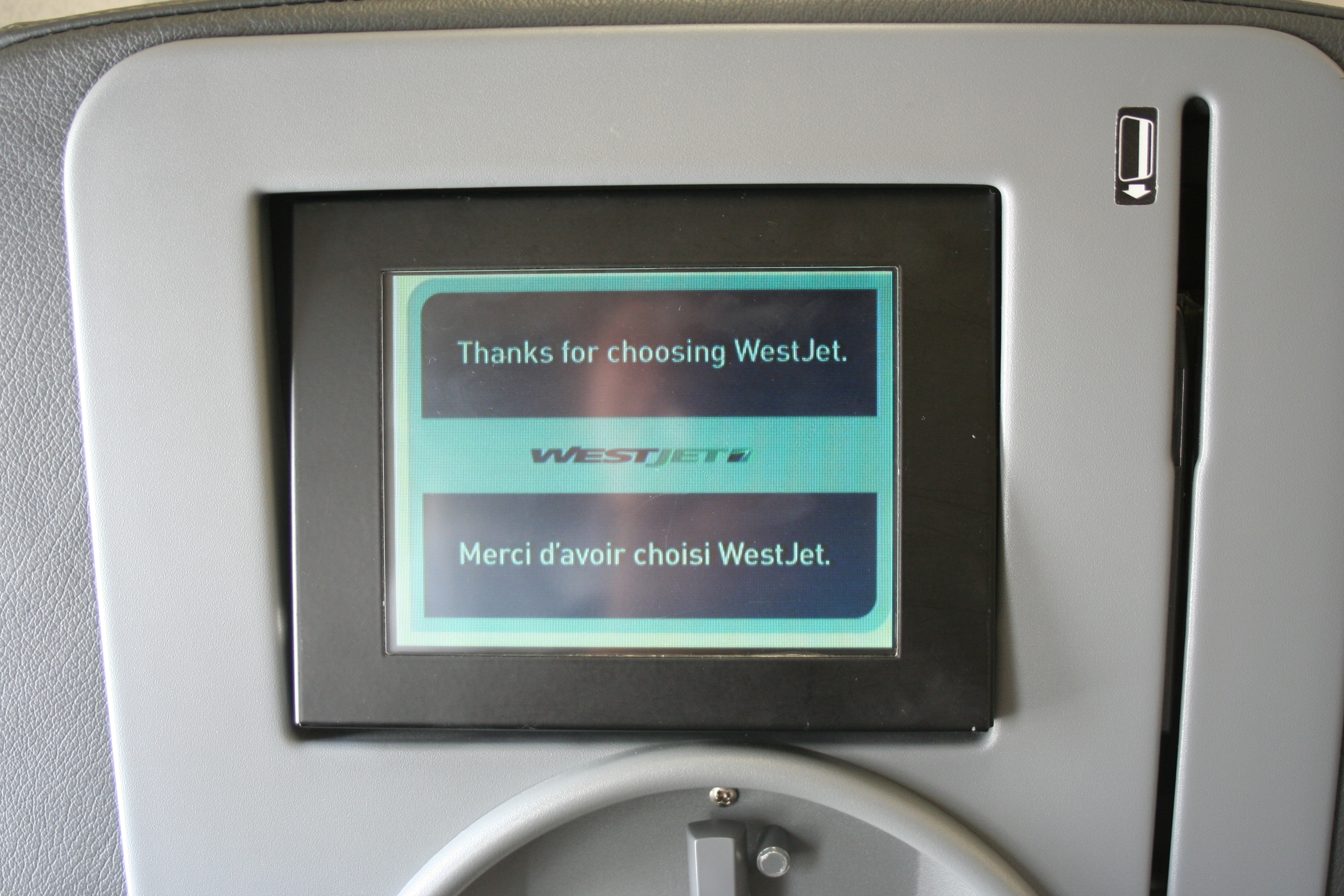
Монітор системи розваг у польоті LiveTV на літаку WestJet

У 2005 році WestJet Airlines ввела в дію систему розваг у польоті LiveTV на всіх власних літаках Boeing 737-700 і 737-800. Система використовує супутникову мережу трансляції Bell TV і включає канали мовлення компаній Global TV, CTV, CBS, Citytv, TreehouseTV, ABC, NBC, CBC, TSN, а також внутрішній канал «WestJet Channel», на якому транслюється карта польоту з поточним місцем розташування літака, його висотою і швидкістю руху. З зимового сезону 2007/2008 років авіакомпанія обладнала системою розваг у польоті та лайнери Boeing 737-600, тим самим довівши охоплення LiveTV на власних літаках до ста відсотків.
В польоті пасажирам пропонується за окрему плату широкий асортимент меню з холодних закусок, бутербродів, алкогольних і безалкогольних напоїв. На деяких рейсах WestJet харчування надається безкоштовно.

## Зали підвищеної комфортності
З 2006 року WestJet відкрила в ряді великих аеропортів Канади власні зали підвищеної комфортності для привілейованих пасажирів. Більшість даних залів обслуговуються компанією Servisair:
- Міжнародний аеропорт Калгарі (2)
- Міжнародний аеропорт імені П'єра Еліота Трюдо
- Аеропорт Квебек-Сіті
- Міжнародний аеропорт Торонто Пірсон
- Міжнародний аеропорт Ванкувер (2)
- Міжнародний аеропорт Вінніпег імені Джеймса Армстронга Річардсона

## Авіаподії і нещасні випадки
- 25 грудня 2005 року, Boeing 737-700, рейс Торонто (Онтаріо) — Галіфакс (Нова Шотландія). При приземленні на смугу 14 аеропорту призначення в умовах поганої видимості літак продовжив рух до правого краю злітно-посадкової смуги, а потім при спробі різкого вирулювання зачепив смугу лівим крилом. Про постраждалих в результаті інциденту не повідомлялося[44].
- 6 вересня 2007 року, Boeing 737-700, рейс Галіфакс — Калгарі. Під час прямування на ешелоні літак потрапив в зону сильної турбулентності, що викликало різку втрату висоти літаком. В результаті інциденту дев'ять осіб отримали травми[45].
- 17 лютого 2008 року, Boeing 737-700. При здійсненні посадки на злітно-посадкову смугу 07 Міжнародного аеропорту Оттава літак допустив викот за межі ЗПС і зупинився в заметі. Про потерпілих не повідомлялося[46].
- 11 березня 2010 року, Boeing 737-700 (реєстраційний C-FWSY), рейс Калгарі — Гамільтон. При заході на посадку на смугу 06 аеропорту призначення та виконання четвертого розвороту на висоті 4200 футів спрацювала сигналізація TCAS в режимі RA (Resolution Advisory). На відстані півтори милі на тій же висоті знаходилося інше повітряне судно, яке працювало з диспетчерами на інший радіочастоті[47].
- 2 вересня 2010 року, Boeing 737-600, рейс Калгарі — Ванкувер. Перебуваючи в 130 кілометрах від аеропорту вильоту екіпаж повідомив диспетчерської служби про втрату контролю над першим двигуном літака. Пілоти розвернули лайнер і благополучно здійснили посадку в Міжнародному аеропорту Калгарі[48].
- 9 липня 2010 року, Boeing 737-700 (реєстраційний C-FBWJ), рейс Калгарі — Галіфакс. Під час проходження літака на ешелоні 370 одна з пасажирок спробувала відчинити вхідні двері. 47-річна жінка була знешкоджена, але встигла подряпати бортпровідника та іншого пасажира. Лайнер здійснив вимушену посадку в Міжнародному аеропорту Вінніпега і після здачі порушника поліції продовжив рейс у Галіфакс[49].